# سرجیو فورتوناتو
سرجیو فورتوناتو (انگلیسی: Sergio Fortunato؛ زادهٔ ۲۳ اکتبر ۱۹۵۶) بازیکن فوتبال اهل آرژانتین است.
از باشگاه‌هایی که در آن بازی کرده‌است می‌توان به باشگاه فوتبال لاس پالماس، باشگاه فوتبال استودیانتس، باشگاه فوتبال پروجا، و باشگاه فوتبال راسینگ کلوب آویاندا اشاره کرد.
وی همچنین در تیم‌های ملی فوتبال زیر ۲۳ سال آرژانتین و آرژانتین بازی کرده‌است.